# جيف كليمنس
جيف كليمنس (بالإنجليزية: Jeff Clemens)‏ هو سياسي أمريكي، ولد في 8 سبتمبر 1970 في ديترويت في الولايات المتحدة. حزبياً، نشط في الحزب الديمقراطي. وقد انتخب عضو مجلس ولاية فلوريدا وانتخب عضو مجلس نواب فلوريدا.